# Eremobates spissus
Eremobates spissus är en spindeldjursart som beskrevs av Banks 1900. Eremobates spissus ingår i släktet Eremobates och familjen Eremobatidae. Inga underarter finns listade i Catalogue of Life.